# 後三国時代

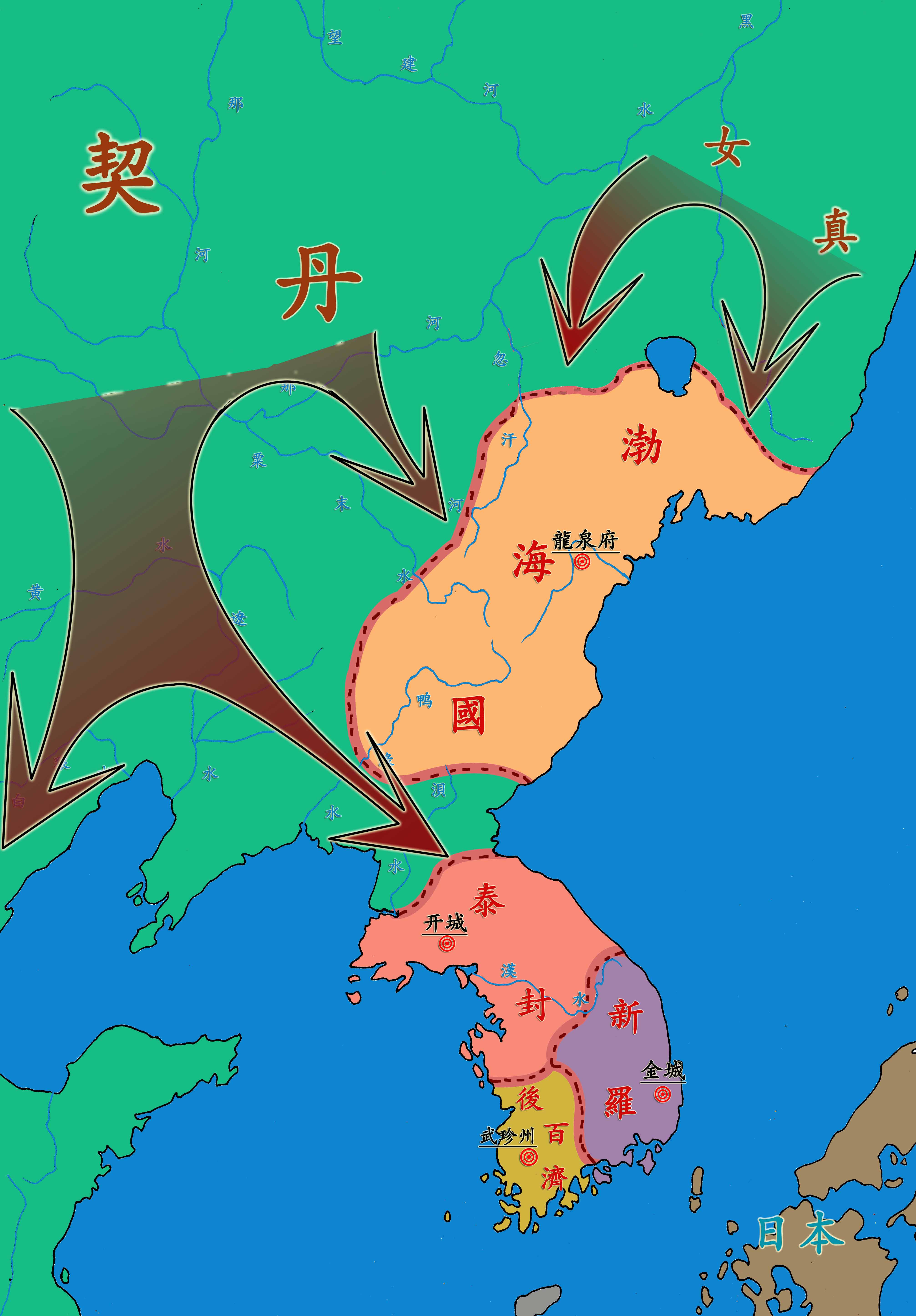
後三国時代の勢力図

後三国時代（ごさんごくじだい、892年 - 936年）は、朝鮮の歴史の時代区分の一つ。

## 概要
892年に農民の甄萱が挙兵し、新羅王族の弓裔が泰封を建国することによって弱体化していた新羅が分裂してから、936年に高麗が朝鮮半島を再統一するまでの期間を指す。

## 歴史
新羅では景徳王の子の恵恭王が即位するが、この頃には王都内での反乱が頻発しており、780年には恵恭王や妃などが殺されて武烈王系の血筋が断絶した。王位簒奪は続き、宮廷の中で内紛が広げられている中、王位争奪戦に敗れた王族の中には熊川州で独立した金憲昌や海上勢力であった張保皐など地方で勢力を持つものが現れ、中央の王位争奪にも介入した。これらは中軍などによって鎮圧されるが、地方での農民蜂起など、新羅王朝の統治能力は弱体化していた。
9世紀中盤に入ると、これらの反乱が頻繁に発生する様になり、それは地方にも波及していく。地力をつけていた地方の豪族達が反乱を起こし、将軍・城主などと称し、新羅政権から離脱していった。その中で、甄萱、北原の梁吉、その部下の弓裔らが有力な勢力であった。
甄萱は尚州の農民出身で、西南海で軍功をたてて頭角をあらわした。完山（今の全州）を本拠にして、892年に挙兵、武珍州（今の光州）を襲撃し独立した。さらに周辺の豪族達を糾合し勢力を拡大し、900年に「後百済王」を名乗って南西部に「後百済」を建てた。
弓裔は新羅王族の出身で、891年に挙兵して新羅に反旗を翻し、梁吉の元で江原道など各地で軍功をあげる。898年に松嶽（後の開城）に都をおいて北部一帯に「高句麗」（後高句麗）を建国、901年には梁吉を倒して自らを王と称し、独自の年号や官制を定めた。後高句麗は904年に「摩震」、911年に「泰封」と国号を改めている。こうして、新羅・後百済・泰封の三国が鼎立することとなったが、弓裔の下にいた松嶽の商人出身で水軍の将であった王建は、そのもとで武勲を建て、918年に弓裔を滅ぼし、開城を都にして新たな「高麗」を建国、自らを王（太祖）と称した。王建は、地方豪族をまとめ上げて地力を蓄え、935年に新羅を併合、936年に後百済を滅ぼし、高麗は朝鮮半島を再統一する。

## 大韓帝国と後三国との関係
李氏朝鮮第26代国王高宗は、李氏朝鮮が清の冊封体制から離脱するにあたり、以下の詔を出した。